# Le Buisson (Lozère)
Le Buisson è un comune francese di 231 abitanti situato nel dipartimento della Lozère nella regione dell'Occitania.

## Società

### Evoluzione demografica
Abitanti censiti